# Just Lose It
Just Lose It – piosenka napisana przez Eminema. Pochodzi z jego albumu Encore z 2004 roku. Wzbudziła wiele kontrowersji jako tekst i teledysk-parodia Michaela Jacksona, który był oskarżony o molestowanie dzieci w tym czasie. Piosenka także wyśmiewa Beavis, Cornholio, MC Hammer, Madonnę i innych. Osiągnęła numer jeden w Wielkiej Brytanii, Australii i Nowej Zelandii oraz numer sześć w Stanach Zjednoczonych. 